# جولي هنتر
جولي هنتر (15 مارس 1984 في أستراليا - ) (بالإنجليزية: Julie Hunter)‏ هي لاعبة كريكت أسترالية. شاركت مع منتخب أستراليا الوطني للكريكت. أما مع النوادي، فقد لعبت مع Victoria women's cricket team ‏.

## وصلات خارجية
- جولي هنتر على موقع إي آس بي آن كريك إنفو (الإنجليزية)